# Amorphophallus saraburiensis
Amorphophallus saraburiensis är en kallaväxtart som beskrevs av François Gagnepain. Amorphophallus saraburiensis ingår i släktet Amorphophallus och familjen kallaväxter. Inga underarter finns listade.